# Castell d’Alaró
Das Castell d’Alaró (kastilisch Castillo de Alaró) ist die Ruine einer Felsenburg unterhalb des 825 Meter hohen Berggipfels Puig d’Alaró in der Gemeinde Alaró auf der spanischen Mittelmeerinsel Mallorca. Sie liegt etwa drei Kilometer nördlich der Kleinstadt Alaró. Der Name Alaró leitet sich vom arabischen al'-run ab und bedeutet römisch, byzantinisch oder christlich. Die Kastellburg ist über eine leidlich asphaltierte Straße von Alaró und einer anschließenden Kurzwanderung von etwa einer halben Stunde erreichbar.  Seit 1931 ist die Ruine spanisches Kulturdenkmal und gehört heute der Stadt Alaró, dem Bistum Mallorca und einem privaten Eigentümer.

## Geschichte
Der Ursprung der 817 Meter hoch gelegenen Anlage lässt sich bis in die Bronzezeit nachverfolgen. Später befestigten die Römer den Berg zur Sicherung der umliegenden Täler. Historische Aufzeichnungen über ein Gebäude zu militärischen Zwecken gibt es seit dem Jahr 902, als die Sarazenen Mallorca besetzten. Zu dieser Zeit gab es bereits eine Festung, die den Eroberern acht Jahre und sechs Monate Widerstand leistete. Als König Jakob I. die maurische Herrschaft 1229 beendete, überließen ihm die fliehenden mallorquinischen Muslime 1231 die Burg. Jakob I. übertrug nach der Invasion auf Mallorca kurzzeitig den Templern die Aufsicht über die strategisch wichtige militärische Anlage.
1285 wurde das Castell d’Alaró ein weiteres Mal angegriffen, diesmal durch den aragonesischen König Alfons III. Sein Onkel Jakob II. war als König von Mallorca Vasall der Krone von Aragón, galt jedoch als unzuverlässig und hatte sich heimlich mit Frankreich verbündet, das gewillt war, Aragón zu vereinnahmen. Alfons II. führte eine Strafexpedition nach Mallorca und konnte Palma in wenigen Tagen erobern, vorerst aber nicht das Castell d’Alaró. Bei der endgültigen Zerschlagung des Königreiches Mallorca durch Peter IV. von Aragón im Jahr 1349 fiel auch das Castell d’Alaró. Im vierzehnten und fünfzehnten Jahrhundert wurde die Burg schrittweise aufgegeben. Während der Pest im Jahr 1564 diente das Gebäude als Quarantänestation und Notlazarett. Eine militärische Besatzung gab es bis 1741. Ab diesem Zeitpunkt erfolgte die Nutzung des Ortes ausschließlich zu religiösen Zwecken, nachdem im Jahre 1622 eine Kapelle gebaut worden war.

## Gebäude

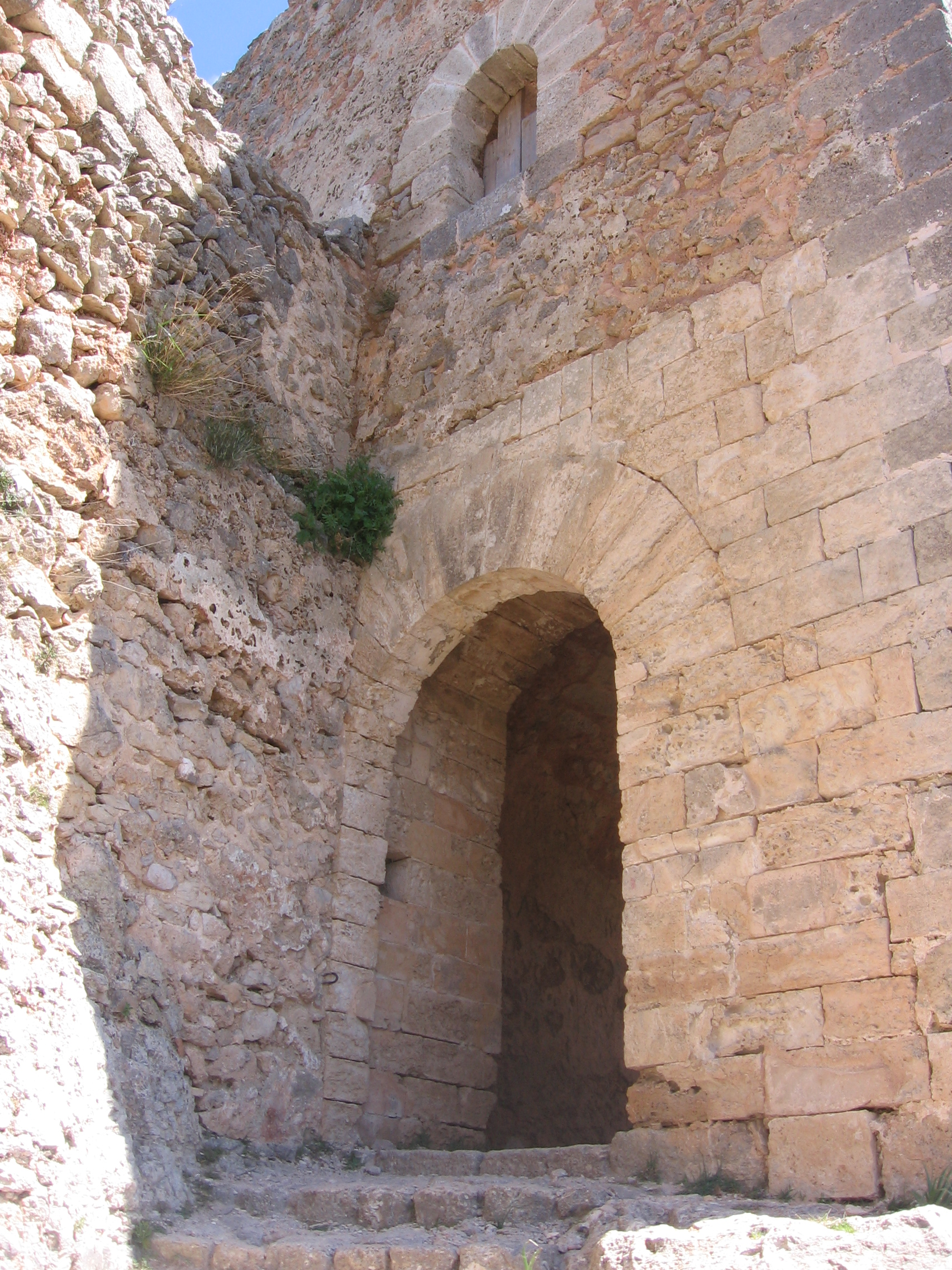
Hauptturm Torre de l’Homenatge

Ursprünglich bestand der Burgkomplex aus einer Festungsmauer mit fünf Türmen. Erhalten blieben Reste der Festungsmauer, des Eingangstores (Torre de l’Homenatge) und des südlichen Hauptturms (Torre de la Cova). Er diente den Mauren als Gefängnis. Unterhalb des Turms befindet sich die Tropfsteinhöhle Sant Antoni.
Aus dem 17. Jahrhundert stammt das Oratorium Nostra Senyora del Refugi oberhalb der Burganlage. Dort befinden sich ebenfalls ein Gasthaus, die Herberge Refugi del Castell d’Alaró als Teil des Fernwanderwegs GR 221 sowie fünf Zisternen, die arabischer Herkunft sein könnten. Es ist möglich, dass einzelne dieser noch sichtbaren Vertiefungen auch als Schneehäuser genutzt wurden.

## Traditionen und Legenden
Eine Wallfahrt zur Burg wird während der Pancaritat oder am Sonntag des Engels (Sonntag nach Ostern) sowie am 8. September, dem Tag der Geburt der Jungfrau Maria, unternommen.
Als König Alfons III. von Aragon die Balearen seinem Reich anzugliedern versuchte und während des Feldzuges 1285 auch das Castell d’Alaro belagerte, verweigerten die zwei Kommandanten der Festung und treuen Gefolgsleute des mallorquinischen Königs Jakob II., Cabrit und Bassa, die Übergabe an die aragonischen Truppen. Sie verhöhnten aragonesische Unterhändler, welche die Besatzung zur Aufgabe aufforderten, und ließen König Alfons ausrichten, Anfós (‚Zackenbarsch‘) äße man auf Mallorca mit Soße. Dieses Wortspiel verärgerte den König. Als das Kastell nach langer Belagerung der gegnerischen Übermacht nachgeben musste, wurden die beiden gefangen genommen, aufgespießt und in Anspielung auf ihre Namen (Cabrit = Ziegenbock, Brasa = Holzkohle) bei lebendigem Leibe geröstet. Cabrit und Bassa gehören zu den großen historischen Gestalten der Balearen. Je eine Rippe der beiden Märtyrer verblieb auf dem Puig d’Alaró. Die Reliquien werden oberhalb der Burgruine in der Kapelle Nostra Senyora del Refugi aufbewahrt.